# Gianni Partanna
Gianni Partanna, nome d'arte di Giovanni Grifeo di Partanna (Partanna, 18 aprile 1922 – Roma, 5 febbraio 2014), è stato un attore italiano.

## Biografia
Il suo vero nome era Giovanni Grifeo dei Principi di Partanna ed era un conte. È presente in molti film di Totò, tra i quali si ricorda l'interpretazione del maître del Grand Milan in Totò, Peppino e la... malafemmina.
È stato il fondatore nel 1949 del Teatro dei Satiri a Roma, dal 1990 affiancato nella direzione artistica da Benedetto Margiotta. Il teatro gli ha dedicato la sala da ottanta posti.
Muore a Roma il 5 febbraio 2014.

## Filmografia

### Cinema
- Un giorno in pretura, regia di Steno (1953)
- Il più comico spettacolo del mondo, regia di Mario Mattoli (1953)
- Un turco napoletano, regia di Mario Mattoli (1953)
- Miseria e nobiltà, regia di Mario Mattoli (1954)
- Totò cerca pace, regia di Mario Mattoli (1954)
- Il medico dei pazzi, regia di Mario Mattoli (1954)
- Siamo uomini o caporali, regia di Camillo Mastrocinque (1955)
- Il coraggio, regia di Domenico Paolella (1955)

- La banda degli onesti, regia di Camillo Mastrocinque (1956)
- Totò, Peppino e la... malafemmina, regia di Camillo Mastrocinque (1956)
- Totò lascia o raddoppia?, regia di Camillo Mastrocinque (1956)
- Totò, Vittorio e la dottoressa, regia di Camillo Mastrocinque (1957)
- Domenica è sempre domenica, regia di Camillo Mastrocinque (1958)
- Totò, Peppino e le fanatiche, regia di Mario Mattoli (1958)
- Vacanze d'inverno, regia di Camillo Mastrocinque (1959)
- Totò, Eva e il pennello proibito, regia di Steno (1959)
- Ferdinando Iº re di Napoli, regia di Gianni Franciolini (1959)
- Genitori in blue-jeans, regia di Camillo Mastrocinque (1960)
- Totòtruffa 62, regia di Camillo Mastrocinque (1961)
- Il vigile ignoto, episodio di Le motorizzate, regia di Marino Girolami (1963)

### Televisione
- Orgoglio e pregiudizio, regia di Daniele D'Anza (1957)
- Le avventure di Nicola Nickleby, regia di Daniele D'Anza (1958)
- Il romanzo di un maestro, regia di Mario Landi (1959)
- I miserabili - (episodio "Il processo Champmathieu"), regia di Sandro Bolchi (1964)
- Ai poeti non si spara, regia di Vittorio Cottafavi (1965)
- Questa sera parla Mark Twain - (episodio "Passaporto per la Russia"), regia di Daniele D'Anza (1965)
- Quinta colonna, regia di Vittorio Cottafavi (1966)
- Le inchieste del commissario Maigret - (episodio "Non si uccidono i poveri diavoli"), regia di Mario Landi (1966)

## Prosa teatrale
- Sacco e Vanzetti di Mino Roli e Luciano Vincenzoni, regia di Giancarlo Sbragia (1960)[6]
- Quarta era di Giancarlo Sbragia e Giandomenico Giagni, regia di Giancarlo Sbragia (1960)[7]